# Dimítrios Antonópoulos
Pour les articles homonymes, voir Antonopoulos.
Dimítrios Antonópoulos (grec moderne : Δημήτριος Αντωνόπουλος) né à Patras est un homme politique grec qui participa à la guerre d'indépendance grecque.
Commerçant dans sa ville natale, il participa au début de la guerre d'indépendance au financement de la Gérousie du Péloponnèse. En 1823, il fut élu à l'assemblée nationale d'Astros.
Après la guerre, il fut maire de Patras, tout comme deux de ses fils après lui : Antónios Antonópoulos et Ioánnis Antonópoulos qui fut aussi député et ministre.

## Sources
- (el) Parlement grec, Μητρώο Πληρεξουσίων, Γερουσαστών και Βουλευτών. 1822-1935, Athènes, Parlement grec,‎ 1986, 159 p. (lire en ligne) [PDF]